# 上里町立七本木小学校
上里町立七本木小学校（かみさとちょうりつ しちほんぎしょうがっこう）は、埼玉県児玉郡上里町にある公立小学校。

## 沿革
- 1873年3月8日 - 七本木小学校、法泉寺に開校
- 1873年12月18日 - 西福寺に移転
- 1883年3月10日 - 新校舎開校式
- 1892年4月1日 - 七本木尋常小学校に改称。
- 1905年4月1日 - 七本木尋常高等小学校に改称。
- 1941年4月1日 - 七本木国民学校に改称。
- 1947年4月1日 - 七本木村立七本木小学校に改称。七本木中学校併設
- 1954年5月3日 - 町村合併により上里村立七本木小学校に改称。
- 1971年11月3日 - 町制移行により上里町立七本木小学校に改称。
- 1976年4月1日 - 新校舎（現在地）に移転。上里町立上里東小学校を分離。

## 所在地
- 〒369-0306　埼玉県児玉郡上里町大字七本木455番地